# Чемпіонат Польщі з гандболу серед жінок 2025—2026: Суперліга
Чемпіонат Польщі з гандболу серед жінок (Суперліга) 2025/2026 — сімдесятий чемпіонат Польщі, сьомий сезон в рамках професійної ліги.

## Учасники та терміни проведення
У чемпіонаті братимуть участь 10 команд. В чемпіонаті братиме участь команда з України — львівська «Галичанка», яка знову отримала ліцензію на участь у Суперлізі. Домашні матчі львів'янки проводитимуть у Польщі, в спортивно-відпочинковому комплексі в місті Білгорай Люблінського воєводства.
Розпочнеться чемпіонат 3 вересня 2025 року. Фінальні матчі заплановано провести 23-44 травня 2026 р. У основному етапі всі команди зіграють 90 матчів, 2 матчі з кожним з суперників. Після закінчення основного (регулярного) етапу команди будуть поділені на групу з шістьох кращих команд (А), які змагатимуться за чемпіонство та «групу вильоту» (Б) з чотирьох команд, які боротимуться за право участі у Суперлізі наступного сезону чи пониження у класі. Після поділу на групи команди також зіграють по одному домашньому та виїздному матчі з кожним з суперників. У «чемпіонській» групі команди зіграють 10 турів, а у «групі вильоту» — 6 турів. Загалом у сезоні 2025/26 буде зіграно 132 матчі.
- ГК гміни Кобежице;
- «Młyny Stoisław» Кошалін;
- «MKS El-Volt» Любін;
- «Заглембє» Любін;
- «Пйотрковія» Пйотркув-Трибунальський;
- «Enea MKS» Гнезно;
- «Рух» Хожув;
- «Старт Ельблонг»;
- «Сосніца Глівіце» Гливиці;
- «Галичанка» Львів.

## Турнірна таблиця

### Попередній етап
| №  | Команда                                | І | В | Н | П | М   | О |
| -- | -------------------------------------- | - | - | - | - | --- | - |
| 1  | «Галичанка» Львів                      | 0 | 0 | 0 | 0 | 0:0 | 0 |
| 2  | ГК гміни Кобежице                      | 0 | 0 | 0 | 0 | 0:0 | 0 |
| 3  | «Рух» (Хожув)                          | 0 | 0 | 0 | 0 | 0:0 | 0 |
| 4  | «Energa AZS» (Кошалін)                 | 0 | 0 | 0 | 0 | 0:0 | 0 |
| 5  | «MKS El-Volt» (Любін)                  | 0 | 0 | 0 | 0 | 0:0 | 0 |
| 6  | «Сосніца Глівіце» (Гливиці)            | 0 | 0 | 0 | 0 | 0:0 | 0 |
| 7  | «Заглембє» (Любін)                     | 0 | 0 | 0 | 0 | 0:0 | 0 |
| 8  | «Пйотрковія» (Пйотркув-Трибунальський) | 0 | 0 | 0 | 0 | 0:0 | 0 |
| 9  | «Enea MKS» (Гнезно)                    | 0 | 0 | 0 | 0 | 0:0 | 0 |
| 10 | «Старт Ельблонг»                       | 0 | 0 | 0 | 0 | 0:0 | 0 |

Перед початком чемпіонату.

### Фінальний етап

#### Група «А»
| № | Команда | І | В | Н | П | М   | О |
| - | ------- | - | - | - | - | --- | - |
| 1 |         | 0 | 0 | 0 | 0 | 0:0 | 0 |
| 2 |         | 0 | 0 | 0 | 0 | 0:0 | 0 |
| 3 |         | 0 | 0 | 0 | 0 | 0:0 | 0 |
| 4 |         | 0 | 0 | 0 | 0 | 0:0 | 0 |
| 5 |         | 0 | 0 | 0 | 0 | 0:0 | 0 |
| 6 |         | 0 | 0 | 0 | 0 | 0:0 | 0 |

#### Група «Б»
| №  | Команда | І | В | Н | П | М   | О |
| -- | ------- | - | - | - | - | --- | - |
| 7  |         | 0 | 0 | 0 | 0 | 0:0 | 0 |
| 8  |         | 0 | 0 | 0 | 0 | 0:0 | 0 |
| 9  |         | 0 | 0 | 0 | 0 | 0:0 | 0 |
| 10 |         | 0 | 0 | 0 | 0 | 0:0 | 0 |